# بومادران سرخسی
 بومادران سرخسی(نام علمی: Achillea filipendulina) نام یک گونه از سرده بومادران است.
گل آذین بومادران سرخسی از نوع دیهیم یا خوشه‌ای است. برگ‌ها به صورت خطی دندانه دار لب دار مودار و خشن است.
گل آذین‌های کوچک دیهیم قوسی شکل یا محدب هستند و در نتیجه باعث ارائه ی یک سطح ناهموار می‌شوند.